# Patrizia Rinaldi
Patrizia Rinaldi (Napoli, 14 marzo 1960) è una scrittrice e educatrice italiana.

## Biografia
Si è laureata in Filosofia all'Università degli Studi di Napoli Federico II e ha conseguito l'abilitazione all'insegnamento. Ha seguito un corso di specializzazione di scrittura teatrale con Francesco Silvestri. 
Vive a Napoli, dove scrive e si occupa della formazione di ragazzi grazie a laboratori di lettura e scrittura, insieme ad Associazioni Onlus operanti nei quartieri cosiddetti "a rischio". Fa parte del gruppo di scrittori che da anni conducono il laboratorio di scrittura nell'Istituto Penale Minorile di Nisida.
Dal personaggio Blanca Occhiuzzi dei suoi romanzi, è tratta la serie televisiva Blanca, prodotta da Lux Vide, presentata pubblicamente il 6 settembre 2021 alla Biennale di Venezia e andata in onda su RAI 1 nell'autunno del 2021. Il ruolo di Blanca è interpretato da Maria Chiara Giannetta, la regia è di Jan Michelini e la serie è la prima produzione ad aver utilizzato la tecnica dell’olofonia. La prima stagione è stata trasmessa in prima visione su Rai 1 dal 22 novembre al 21 dicembre 2021 e la seconda dal 5 ottobre al 9 novembre 2023.
Ha pubblicato, tra l'altro, Il commissario Gargiulo, Stampa Alternativa, 1995, finalista del XXII Premio del MystFest; Pidocchi ovvero la storia di alcuni bambini e di alcuni parassiti, ETS, 2003. Nel 2004 contribuisce alla stesura del quaderno d'arte Artoteche? pubblicato nell'ottobre 2004 da Aporema Onlus per l'arte contemporanea; nel 2006 vince il Premio Pippi, sezione inediti, con il romanzo Sono tornato a casa, pubblicato nel 2007 dall'Isola dei ragazzi; nel 2007 pubblica il romanzo Napoli-Pozzuoli. Uscita 14, nella collana Gialloteca, Dario Flaccovio Editore; nel 2007 si classifica prima al Concorso Profondo Giallo col giallo breve Ninetta Ridolfi e gli oggetti affettuosi, poi pubblicato per la collana Giallo Mondadori; nel 2009 pubblica Blanca nella collana Gialloteca, Dario Flaccovio Editore e Piano Forte, Sinnos Editore. Nel 2010 Piano Forte è nella terna dei libri vincitori dell'edizione 2010 del Premio Elsa Morante Ragazzi e vincitore del Premio Nazionale di Letteratura per ragazzi "Mariele Ventre", sezione narrativa edita per ragazzi dai 12 ai 16 anni.
Nel 2011 pubblica Caro diario ti scrivo con Nadia Terranova (Edizioni Sonda) che all'interno del Morante Ragazzi 2011 si aggiudica il Premio Speciale Nisida Roberto Dinacci e vincitore del Premio Nazionale di Letteratura per ragazzi "Mariele Ventre" 2012, sezione narrativa edita per ragazzi dai 12 ai 16 anni assegnato dalla giuria studentesca; pubblica con Fernandel Il Cavedio, romanzo a otto mani con Francesca Bonafini, Mascia Di Marco e Nadia Terranova e con Edizioni EL "Rock Sentimentale".
Nel 2012 pubblica Tre, numero imperfetto con Edizioni e/o e Mare Giallo con Sinnos Editore.
Nel 2013 pubblica Volo non autorizzato con G. Ladolfi Editore e Le parole interrotte con A.G. Editions.
Nel 2014 pubblica I pasticci di Maria Giulia con Fermento Editore, Federico il pazzo con Sinnos Editore, Rosso Caldo con Edizioni e/o, Adesso scappa con Sinnos Editore, il suo primo graphic novel.
Nel 2015 pubblica Il giardino di Lontan Town con Edizioni Lapis e Ma già prima di giugno con Edizioni e/o; con “Federico il pazzo” il 28 febbraio 2015 vince la seconda edizione del premio Leggimi Forte, sezione bambini e con Ma già prima di giugno il Premio Alghero Donna di Letteratura e Giornalismo, nella sezione Prosa
A maggio 2016 vince il Premio Andersen 2016 Miglior scrittore e a novembre pubblica con Sinnos un nuovo graphic novel, con Marco Paci, La compagnia dei soli, Sinnos Editore che vince il Premio Andersen 2017 nella categoria Miglior libro a fumettii.
A novembre 2017 vince il Premio Laura Orvieto nella sezione 12-15 anni con Lontan Town, Edizioni Lapis.
Nel 2018 ha scritto 2x1=2, pubblicato da LibriVolanti con i disegni di Otto Gabos e Il Regno dei disertori, graphic novel, Sinnos, con Marco Paci.
Nel 2019 con Edizioni e/o pubblica il romanzo La danza dei veleni, che vede il ritorno della detective ipovedente Blanca Occhiuzzi. 
Ha pubblicato racconti e novelle in antologie.

## Opere
- Guaio di notte, romanzo giallo, Rizzoli (2023)
- Blanca e le niñas viejas, romanzo giallo pubblicato dalla casa editrice Edizioni e/o (2022)
- La danza dei veleni, romanzo, Edizioni e/o, collana Dal Mondo (2019)
- Il regno dei disertori, graphic novel, illustrato da Marco Paci, Sinnos Editore, collana Leggimi! (2018)
- 2x1=2. Rivoluzione in famiglia: il referendum sul divorzio, due genitori e una figlia, romanzo per ragazzi, disegni di Otto Gabos, editore LibriVolanti (2018)
- La figlia maschio, romanzo, Edizioni e/o, collana Dal Mondo (2017)
- Un grande spettacolo, romanzo per ragazzi, Edizioni Lapis (2017)
- La compagnia dei soli, graphic novel, illustrato da Marco Paci, Sinnos Editore, collana Leggimi! (2016)
- Il giardino di Lontan Town, romanzo per ragazzi, Edizioni Lapis (2015)
- Ma già prima di giugno, romanzo, Edizioni e/o, collana Dal Mondo (2015)
- Adesso scappa, graphic novel, illustrato da Marta Baroni, Sinnos Editore, collana Leggimi! (2014)
- Rosso Caldo, romanzo giallo, Edizioni e/o, collana Dal Mondo (2014)
- Federico il pazzo, romanzo per ragazzi, illustrazioni di Federico Appel, Sinnos Editore, collana i narratori (2014)
- I pasticci di Maria Giulia - la macchinetta della Felicità, racconto illustrato da Anna Keen, Fermento Editore, Collana Ragazzi in fermento (2014)
- Le parole interrotte, racconto illustrato da Bruna Troise, A. G. Editions (2013)
- Volo non autorizzato, romanzo per ragazzi, Giuliano Ladolfi Editore - Collana Quarzo - letteratura per l'infanzia (2013)
- Mare Giallo, romanzo per ragazzi, Sinnos Editore, collana I Narratori (2012)
- Tre, numero imperfetto, romanzo giallo, Edizioni e/o, collana Dal Mondo (2012)
- Rock Sentimentale, romanzo, Edizioni EL, collana Young (2011)
- Il Cavedio, romanzo con Francesca Bonafini, Mascia Di Marco e Nadia Terranova, Fernandel, (2011)
- Caro diario ti scrivo, romanzo per ragazzi con Nadia Terranova, Edizioni Sonda, (2011)
- La sirena anziana, Primo premio al concorso 2007 indetto dalla Compagnia degli Gnomi di Perugia, racconto illustrato per Assurdotempo, Edizioni Corsare, (2009)
- Piano Forte, romanzo per ragazzi, pubblicato nella collana Zona Franca, Sinnos Editore, (2009) Premio Elsa Morante Ragazzi 2010 e Premio Mariele Ventre 2010
- Blanca, romanzo giallo pubblicato nella collana Gialloteca, Dario Flaccovio Editore, (2009)
- Mare a palazzo, racconto per Questi fantasmi, Boopen(led) Editore, (2009)
- De Vinho, Desueto e Dolcestoria, schede per l'Enciclopedia degli scrittori inesistenti, Boopen(led) (2009)
- Il primo figlio racconto per Fiocco Rosa, Fernandel, (2009)
- Ninetta Ridolfi e gli oggetti affettuosi, Primo premio al concorso Profondo giallo 2007, giallo breve per la collana Giallo Mondadori, in appendice al numero 5 di gennaio 2008
- Napoli-Pozzuoli. Uscita 14, romanzo giallo pubblicato nella collana Gialloteca, Dario Flaccovio Editore, (2007)
- Sono tornato a casa, Prima classificata al Premio biennale Pippi 2006, pubblicato nella collana Campania my love, Edizioni L'isola dei ragazzi, (2007)
- Pidocchi ovvero la storia di alcuni bambini e di alcuni parassiti, romanzo pubblicato dalle Edizioni ETS, (2003)
- Il girotondo di Ambra e La donna bella, Tracce, Terzo volume della collana Presenze, Edizioni Il Quadrato (1984)
- Il commissario Gargiulo, giallo breve pubblicato da Stampa Alternativa (1995).

## Altri riconoscimenti
- Terza classificata in coppia con Bruna Troise con Famiglia di Animali al 13º Concorso internazionale per la creazione di un albo illustrato inedito 2010 "SYRIA POLETTI: SULLE ALI DELLE FARFALLE”;
- Seconda classificata al Premio Internazionale Bordano-Schwanenstadt 2006, libri illustrati per ragazzi, con il racconto Le parole interrotte - Tavole in acrilico di Bruna Troise;
- Finalista al concorso Una palla di racconto 2006, indetto da Caterpillar Radio 2-Fandango-Scuola Holden, con il racconto Holly, Lorenzo e Benji;
- Menzione speciale della critica al premio biennale internazionale di drammaturghe 2006 La scrittura della differenza, per il testo teatrale Federi';
- È tra i vincitori del concorso 2006 Una cena da re indetto dalla Scuola Holden con il racconto Pane senza guerra con pubblicazione sul sito della Scuola;
- Segnalazione della giuria del premio letterario Controparola 1997 per il racconto Il re dei topi.
- Finalista del XXII Premio del Mystfest 1995, sezione esordienti, con il giallo breve Il commissario Gargiulo e pubblicazione a cura di Stampa Alternativa.